# Campeonato Nacional de Albania 1930
El Campeonato Nacional de Albania 1930 (en albanés, Kampionati Kombëtar Shqiptar 1930) fue la 1ra edición de la máxima categoría de fútbol de Albania. Fue organizada por la Federación Albanesa de Fútbol y fue disputada por 6 equipos. Comenzó el 6 de abril y finalizó el 6 de julio de 1930.

## Equipos participantes
| Equipo            | Ubicación |
| ----------------- | --------- |
| Urani             | Elbasan   |
| Teuta             | Durrës    |
| Skënderbeu        | Korçë     |
| Bashkimi Shkodran | Shkodër   |
| Tirana            | Tirana    |
| Vlora             | Vlorë     |

## Resumen
La competición fue la primera competición nacional oficial de fútbol que se celebró en Albania y contó con seis equipos de toda Albania, que eran Urani, Teuta, Skënderbeu, Bashkimi Shkodran, Sportklub Tirana y Sportklub Vlora. Cada equipo se enfrentó dos veces durante dos fases, y los dos equipos mejor clasificados ingresaron al desempate del campeonato, que habría sido un desempate de dos juegos decidido en base a la puntuación total para el título del campeonato. Cada victoria durante la temporada regular valía dos puntos, un empate valía un punto y una derrota no valía nada. La primera fase se llevó a cabo entre el 6 de abril y el 4 de mayo, y la segunda fase se llevó a cabo entre el 11 de mayo y el 22 de junio. Las finales de los playoffs estaban previstas para el 22 de junio y el 6 de julio, pero no se llevaron a cabo debido a que Skënderbeu perdió ambos partidos.
La fase final de los playoffs no se jugó tras la pérdida de Skënderbeu, lo que fue un signo de protesta contra el sesgo de la competición y la Federación Albanesa de Fútbol hacia el Sportklub Tirana. Ambos juegos fueron otorgados por 2-0 a Sportklub Tirana, coronándolos como los primeros campeones de Albania.

## Clasificación
| Pos. | Equipo            | PJ | PG | PE | PP | GF | GC | Dif. | Pts. | Clasificación |
| ---- | ----------------- | -- | -- | -- | -- | -- | -- | ---- | ---- | ------------- |
| 1    | Tirana            | 10 | 5  | 4  | 1  | 17 | 7  | +10  | 14   | Play-offs     |
| 2    | Skënderbeu        | 10 | 5  | 4  | 1  | 14 | 5  | +9   | 14   | Play-offs     |
| 3    | Bashkimi Shkodran | 10 | 4  | 5  | 1  | 20 | 14 | +6   | 13   |               |
| 4    | Teuta             | 10 | 3  | 2  | 5  | 12 | 17 | -5   | 8    |               |
| 5    | Urani             | 10 | 3  | 1  | 6  | 9  | 20 | -11  | 7    |               |
| 6    | Vlora             | 10 | 1  | 2  | 7  | 4  | 13 | -9   | 4    |               |

Fuente: RSSSF
Nota: "Bashkimi Shkodran es Vllaznia, "Urani" es KS Elbasani y "Sportklub Vlora" es Flamurtari.

### Play-off
| 29 de junio | Skënderbeu | 0-2 (victoria técnica) | Tirana | Korçë, Albania |  |

| 6 de julio | Tirana | 2-0 (victoria técnica) | Skënderbeu | Tirana, Albania |  |

Programado para el 29 de junio y el 6 de julio, Skënderbeu perdió ambos partidos y KF Tirana fue premiado por victorias técnicas, por lo que se convirtió en el primer campeón de Albania.

## Resultados
| Local/Visita      | BAS | SKË | SKV | TEU | TIR | URA |
| ----------------- | --- | --- | --- | --- | --- | --- |
| Bashkimi Shkodran |     | 2–4 | 2–1 | 3–3 | 3–2 | 1–1 |
| Skënderbeu        | 0–0 |     | 0–0 | 2–0 | 0–0 | 4–0 |
| Vlora             | 1–1 | 2–0 |     | 0–1 | 0–1 | 1–2 |
| Teuta             | 2–3 | 0–2 | 1–0 |     | 2–2 | 3–1 |
| Tirana            | 1–1 | 0–0 | 3–0 | 3–0 |     | 3–1 |
| Urani             | 0–4 | 1–2 | 2–0 | 1–0 | 0–2 |     |

     Victoria local      Empate      Victoria visitante

## Estadísticas

### Goleadores
Nota: Solo se registran las estadísticas de Sportklub Tirana, Skënderbeu y Bashkimi Shkodran
| Pos. | Nombre            | Equipo            | Goles |
| ---- | ----------------- | ----------------- | ----- |
| 1    | Rexhep Maçi       | Tirana            | 3     |
| 1    | Emil Hajnali      | Tirana            | 3     |
| 2    | Hilmi Kosova      | Tirana            | 2     |
| 2    | Aristotel Samsuri | Skënderbeu        | 2     |
| 3    | Qazim Dervishi    | Bashkimi Shkodran | 1     |
| 3    | Paç Koliqi        | Bashkimi Shkodran | 1     |
| 3    | Gjon Kiçi         | Bashkimi Shkodran | 1     |
| 3    | Vaso Polena       | Skënderbeu        | 1     |
| 3    | M. Sheke          | Skënderbeu        | 1     |